# باتريك سيلر
باتريك سيلر هو لاعب كرة قدم سلوفاكي في مركز الدفاع، ولد في 28 يونيو 1989 في تشيكوسلوفاكيا. لعب مع نادي نيترا.

## وصلات خارجية
- باتريك سيلر على موقع قاعدة بيانات كرة القدم.إي يو (الإنجليزية)